# Måsen

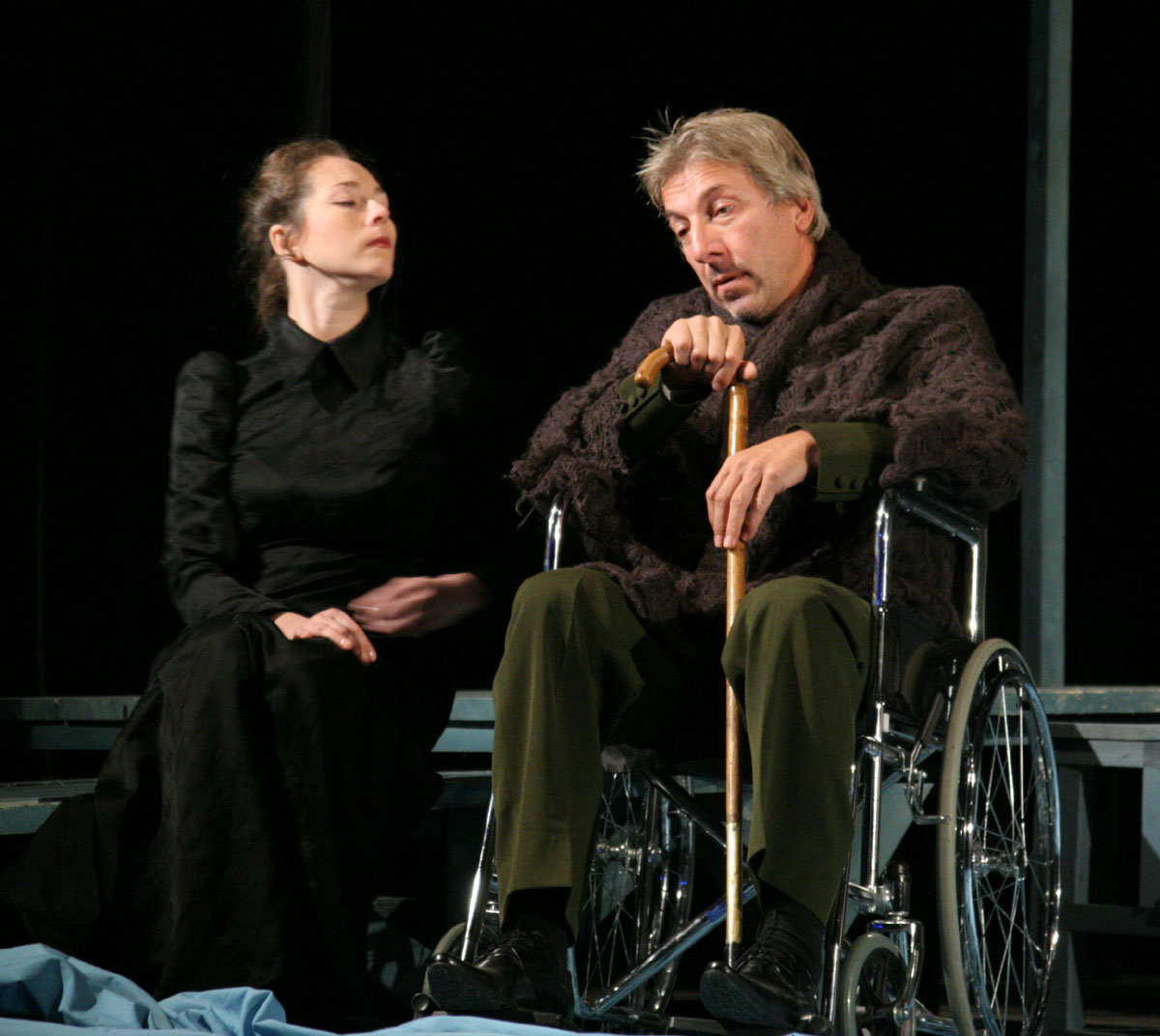
Masja och Sorin i Måsen.

Måsen (ryska: Чайка) är en teaterpjäs som skrevs av den ryska dramatikern och författaren Anton Tjechov 1895. Den hade premiär den 17 oktober 1896 på Aleksandrinskijteatern i Sankt Petersburg.
Måsen är en av Tjechovs mest kända pjäser och har satts upp många gånger, bland annat på Dramaten av Ingmar Bergman 1961, då i Jarl Hemmers översättning från 1928. Den har översatts till svenska ett flertal gånger, senast av Lars Kleberg 2004. Måsen har bland annat spelats på Riksteatern. Regissör var Lars Norén och uppsättningen hade premiär den 15 september 2001. En annan uppsättning spelades på Kungliga Dramatiska Teatern i Stockholm hösten 2007 och våren 2008. Under hösten 2008 spelades den på Backa teater i Göteborg i regi av Farnaz Arbabi.

## Handling
Som så ofta i Tjechovs pjäser finns det inte en enskild huvudrollsinnehavare, utan pjäsen visar de känslomässiga konflikterna mellan de fyra huvudrollerna. Dessa är den kreativa och skarpa Nina, den dalande stjärnan Irina Arkadina, hennes son den symbolistiske dramatikern Konstantin Trepljov, och den berömde författaren Trigorin. Pjäsen är en kärlekskarusell, där alla älskar någon de inte kan få och samtidigt brottas med stora livsfrågor.

## Roller
- Irina Nikolajevna Arkadina – en skådespelerska
- Konstantin Gavrilovitj Treplev – Irinas son, dramatiker
- Pjotr Nikolajevitj Sorin – Irinas bror
- Nina Michajlovna Zaretjnaja – dotter till en rik jordägare
- Ilja Afanasevitj Sjamrajev – pensionerad löjtnant och förvaltare av Sorins egendom.
- Polina Andrejevna – Iljas hustru
- Masja – Ilja och Polinas dotter
- Boris Aleksejevitj Trigorin – känd författare
- Jevgenij Sergejevitj Dorn – läkare
- Semjon Semjonovitj Medvedenko – lärare
- Jakov – en inhyrd arbetare
- Kocken – en arbetare på Sorins egendom
- Jungfrun – en arbetare på Sorins egendom
- Vaktmannen – en arbetare på Sorins egendom

## Filmatiseringar i urval
Sidney Lumet gjorde 1968 en filmatisering med samma namn, vilken spelades in i Sverige, med bland andra James Mason och Vanessa Redgrave i rollerna.
En amerikansk filmatisering med titeln The Seagull hade premiär 2018, med Annette Bening och Saoirse Ronan i huvudrollerna.